# Bailliage de Knutwil
1407–1798
Entités suivantes :
- District de Sursee

Le bailliage de Knutwil est un bailliage du canton de Lucerne.

## Histoire
Le bailliage est composé des communes actuelles de Knutwil et Mauensee. En 1798, le bailliage est supprimé et son territoire rejoint le district de Sursee.

## Baillis
Le bailli est toujours un membre du Grand Conseil (législatif).
- 1671-? : Johann Rudolf Dürler[1];
- 1673-? : Johann Mauritz Ulrich Dulliker[2];
- 1683-? : Karl Anton Amrhyne[3];
- 1685-? : Hans Jakob zur Gilgen[4];
- 1691-? : Hans Jakob zur Gilgen[4];
- 1699-? : Joseph zur Gilgen[4];
- 1713-? : Urs Wilhelm Düring[1];
- 1731-? : Johann Jakob Fleischlin[5];
- 1739-? : Johann Jakob Fleischlin[5];
- 1761-? : Jost Melchior zur Gilgen[4];
- 1773-? : Franz Xaver Laurenz Castoreo[6];
- 1787-? Joseph Martin Leodegar Amrhyne[3];